# Rodrigo Ruiz (ur. 1972)
Rodrigo Patricio „Pony” Ruiz de Barbieri (ur. 10 maja 1972 w Santiago) – chilijski piłkarz z obywatelstwem meksykańskim występujący najczęściej na pozycji cofniętego napastnika, obecnie zawodnik meksykańskiego Tecos UAG.

## Kariera klubowa
Ruiz pochodzi ze stołecznego miasta Santiago i jest wychowankiem tamtejszego zespołu piłkarskiego Unión Española. Barwy drużyny seniorów reprezentował w latach 1992–1994. W 1992 i 1993 triumfował z Uniónem Española w Copa Chile. W tym samym 1993 wygrał rozgrywki chilijskiej Liguilli Pre-Libertadores, dzięki czemu mógł wziąć udział w swoim pierwszym międzynarodowym turnieju w karierze – Copa Libertadores 1994. Tam jego drużyna odpadła dopiero w ćwierćfinale.
Latem 1994 Ruiz został zawodnikiem meksykańskiego klubu Puebla FC. W tym kraju spędził resztę swojej kariery piłkarskiej, w meksykańskiej Primera División debiutując za kadencji szkoleniowca Alfredo Teny – 4 września 1994 w przegranym 0:4 spotkaniu z Necaxą. Już w następnej ligowej kolejce – 11 września w zremisowanej 1:1 konfrontacji z Correcaminos UAT – po raz pierwszy wpisał się na listę strzelców w Meksyku. Po dwóch latach spędzonych w Puebli przeszedł do ekipy Toros Neza, gdzie z kolei występował przez 3,5 roku i był jednym z jej najważniejszych graczy. Ogółem w barwach Toros zanotował 32 gole i 33 asysty w 132 spotkaniach, a także wywalczył swój pierwszy drużynowy sukces w lidze meksykańskiej – wicemistrzostwo kraju w sezonie Verano 1997.
Wiosną 2000 Ruiz podpisał umowę z klubem Club Santos Laguna z siedzibą w mieście Torreón. Tam szybko wywalczył sobie miejsce w wyjściowej jedenastce i już w swoim pierwszym sezonie w Santos Lagunie – Verano 2000 – poprowadził zespół do wicemistrzostwa Meksyku, natomiast rok później, podczas Verano 2001, zdobył ze swoją ekipą już tytuł mistrzowski. W 2004 zwyciężył z Santos Laguną w turnieju InterLigi, co zagwarantowało jego drużynie udział w Copa Libertadores 2004. W tych rozgrywkach razem ze swoimi kolegami odpadł w 1/8 finału. Łącznie podczas siedmioletniego pobytu w Santos Lagunie dorobił się statusu klubowej legendy – strzelił 59 bramek i 78 razy asystował przy golach kolegów w 269 meczach ligowych. Został także zapamiętany za stworzenie słynnego duetu atakujących z reprezentantem Meksyku Jaredem Borgettim. Jest trzecim zawodnikiem pod względem liczby występów w całej lidze meksykańskiej, natomiast drugim pod względem liczby występów i czwartym w liczbie zdobytych goli w historii klubu z Torreón.
W maju 2005 Ruiz razem z Paragwajczykami José Cardozo i Darío Verónem na zasadzie kilkutygodniowego wypożyczenia zasilił stołeczny zespół CF Pachuca w celu wzmocnienia go w turnieju Copa Libertadores – zgodnie z ligowymi przepisami mógł być zgłoszony jedynie do tego turnieju. Ostatecznie Pachuca z Chilijczykiem w składzie zakończyła swój udział w rozgrywkach w 1/8 finału, przegrywając w dwumeczu z meksykańską Guadalajarą.
W styczniu 2007 Ruiz przeszedł do drużyny Tecos UAG z siedzibą w mieście Guadalajara. Tutaj był jednym z podstawowych piłkarzy zespołu, podobnie jak w Tiburones Rojos de Veracruz, gdzie występował na wypożyczeniu w wiosennym sezonie Clausura 2008 i z którym spadł wówczas do drugiej ligi. Po powrocie do Tecos zajął z nim drugie miejsce w InterLidze 2010, zostając królem strzelców tej edycji rozgrywek. W tym samym roku po raz kolejny wziął udział w Copa Libertadores, tym razem odpadając z Tecos już w rundzie wstępnej.
Latem 2010 Ruiz w wieku 38 lat powrócił do drużyny, z którą odnosił największe sukcesy w karierze – Santos Laguny. Po raz drugi reprezentował jej barwy w sezonie 2010/2011, pomagając mu w wywalczeniu wicemistrzostwa Meksyku w jesiennych rozgrywkach Apertura. Pełnił jednak wówczas jedynie funkcję rezerwowego zespołu, nie strzelając ani jednej bramki w 25 ligowych pojedynkach. W grudniu 2010 zapowiedział zakończenie kariery latem 2011, jednak w późniejszym czasie zmienił zdanie i po raz drugi w karierze podpisał kontrakt z Tecos UAG.
| Sezon     | Klub                        | Kraj   | Rozgrywki        | Mecze | Bramki |
| --------- | --------------------------- | ------ | ---------------- | ----- | ------ |
| 1992      | Unión Española              | Chile  | Primera División | ?     | ?      |
| 1993      | Unión Española              | Chile  | Primera División | ?     | ?      |
| 1994      | Unión Española              | Chile  | Primera División | ?     | ?      |
| 1994/1995 | Puebla FC                   | Meksyk | Primera División | 33    | 4      |
| 1995/1996 | Puebla FC                   | Meksyk | Primera División | 32    | 6      |
| 1996/1997 | Toros Neza                  | Meksyk | Primera División | 46    | 14     |
| 1997/1998 | Toros Neza                  | Meksyk | Primera División | 37    | 9      |
| 1998/1999 | Toros Neza                  | Meksyk | Primera División | 33    | 9      |
| 1999/2000 | Toros Neza                  | Meksyk | Primera División | 16    | 0      |
| 1999/2000 | Club Santos Laguna          | Meksyk | Primera División | 18    | 2      |
| 2000/2001 | Club Santos Laguna          | Meksyk | Primera División | 39    | 5      |
| 2001/2002 | Club Santos Laguna          | Meksyk | Primera División | 44    | 9      |
| 2002/2003 | Club Santos Laguna          | Meksyk | Primera División | 42    | 8      |
| 2003/2004 | Club Santos Laguna          | Meksyk | Primera División | 39    | 10     |
| 2004/2005 | Club Santos Laguna          | Meksyk | Primera División | 36    | 7      |
| 2005/2006 | Club Santos Laguna          | Meksyk | Primera División | 34    | 13     |
| 2006/2007 | Club Santos Laguna          | Meksyk | Primera División | 17    | 5      |
| 2006/2007 | Tecos UAG                   | Meksyk | Primera División | 18    | 2      |
| 2007/2008 | Tecos UAG                   | Meksyk | Primera División | 12    | 0      |
| 2007/2008 | Tiburones Rojos de Veracruz | Meksyk | Primera División | 17    | 2      |
| 2008/2009 | Tecos UAG                   | Meksyk | Primera División | 37    | 7      |
| 2009/2010 | Tecos UAG                   | Meksyk | Primera División | 33    | 5      |
| 2010/2011 | Club Santos Laguna          | Meksyk | Primera División | 25    | 0      |
| 2011/2012 | Tecos UAG                   | Meksyk | Primera División |       |        |

## Kariera reprezentacyjna
W seniorskiej reprezentacji Chile Ruiz zadebiutował jeszcze jako zawodnik Uniónu Española w 1993. Dwa lata później został powołany przez baskijskiego selekcjonera Xabiera Azkargortę na turniej Copa América, gdzie rozegrał jedno spotkanie, natomiast Chilijczycy odpadli już w fazie grupowej. Ogółem w latach 1993–2001 rozegrał w kadrze narodowej siedem spotkań, zdobywając jedną bramkę.